# Wamena
Wamena est une ville d'Indonésie située en Nouvelle-Guinée occidentale. Elle est le chef-lieu de la province de la Papouasie des hautes terres et du kabupaten de Jayawijaya.

## Géographie
La ville est située dans la vallée de Baliem, au milieu des hautes terres de l'intérieur et l'accès à se fait essentiellement par les airs, via l'aéroport de Wamena (en).

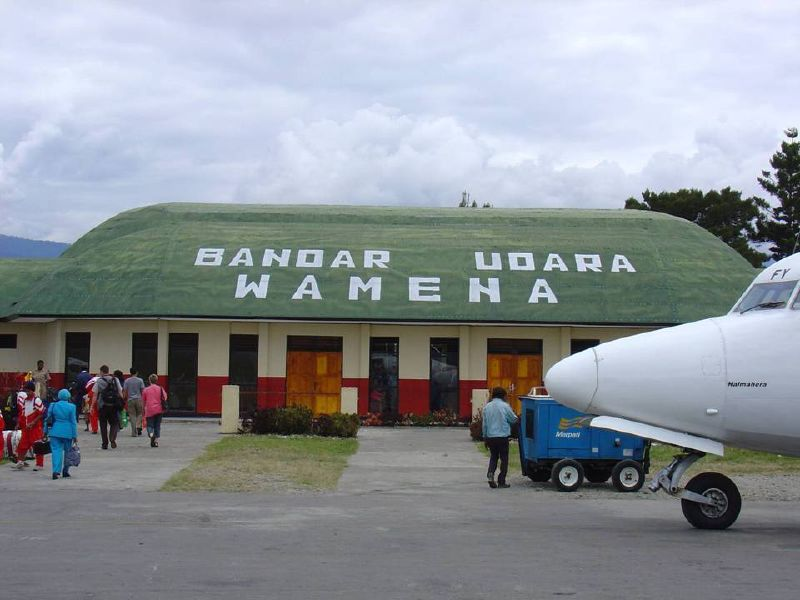
L'aéroport de Wamena

### Climat
Wamena possède un climat équatorial (Köppen: Af) influencé par son altitude élèvée et son position dans la Zone de convergence intertropicale; qui permet des températures moyennes demeure environ 20 à 21 ºC durant tous les mois. Les précipitations annuelles sont abondantes: 1 914,3 mm, et il n'y a pas d'une saison sèche. Finalement, les pluies sont fréquentes: parce qu'il y a en moyenne 189.1 jours pluvieux.
| Mois                                | jan.  | fév.  | mars  | avril | mai   | juin  | jui.  | août  | sep.  | oct. | nov.  | déc.  | année   |
| ----------------------------------- | ----- | ----- | ----- | ----- | ----- | ----- | ----- | ----- | ----- | ---- | ----- | ----- | ------- |
| Température minimale moyenne (°C)   | 15,9  | 16,2  | 15,8  | 16,1  | 15,9  | 15,3  | 15    | 14,7  | 15,1  | 15,5 | 15,7  | 16    | 15,6    |
| Température maximale moyenne (°C)   | 26    | 25,9  | 26,1  | 26    | 26,3  | 25,5  | 24,9  | 25,5  | 25,7  | 26,3 | 26,2  | 26,3  | 25,9    |
| Précipitations (mm)                 | 178,7 | 178,2 | 213,3 | 249,8 | 122,9 | 133,5 | 117,1 | 110,3 | 138,1 | 143  | 162,9 | 166,5 | 1 914,3 |
| Nombre de jours avec précipitations | 15,6  | 15,7  | 18,4  | 18,9  | 13,5  | 15,1  | 14,6  | 13,8  | 15,3  | 15,4 | 15,6  | 17,2  | 189,1   |

## Histoire
La ville est fondée par les Néerlandais en 1956.
La ville est touchée par une émeute le 23 septembre 2019 à la suite d'insultes racistes d'un professeur à l'encontre d'un élève. Selon les autorités locales, 33 personnes auraient trouvé la mort.

## Personnalités liées
- Mako Tabuni, militant papouasien y est né en 1979